# 圣皮埃尔-代尔福卡茨
圣皮埃尔-代尔福卡茨（法語：Saint-Pierre-dels-Forcats，发音：[sɛ̃ pjɛʁ dɛl fɔʁkat͡s]；加泰罗尼亚语：Sant Pere dels Forcats）是法国东比利牛斯省的一个市镇，属于普拉德区和加泰罗尼亚比利牛斯县（Les Pyrénées catalanes）。该市镇总面积12.81平方公里，2009年时的人口为252人。

## 人口
圣皮埃尔-代尔福卡茨人口变化图示